# Men in Black II: Alien Escape
Men in Black II: Alien Escape è un videogioco d'azione sviluppato nel 2002 dalla Melbourne House e pubblicato dalla Infogrames nel 2002 per PlayStation 2 e nel 2003 per GameCube. Il gioco è parzialmente ispirato al film Men in Black II.